# Anna Maria van Anhalt
Anna Maria van Anhalt (Zerbst, 13 juni 1561 - Brieg, 14 november 1605) was van 1602 tot aan haar dood hertogin van Ohlau. Ze behoorde tot het huis Ascaniërs.

## Levensloop
Anna Maria was de oudste dochter van vorst Joachim Ernst van Anhalt uit diens eerste huwelijk met Agnes, dochter van graaf Wolfgang van Barby.
In 1570 volgde ze Elisabeth van Anhalt, de zus van haar vader, op als abdis van de rijksabdijen van Gernrode en Frose. Dit was echter enkel een titelvoerende functie, omdat haar vader de beschermheer en administrator van deze abdijen was. In 1577 werd ze ontheven van haar functie als abdis om in het huwelijk te kunnen treden.
Op 19 mei 1577 huwde Anna Maria met hertog Joachim Frederik (1550-1602), zoon van hertog George II van Brieg. Na de dood van haar schoonvader in 1586 werd George hertog van Ohlau. Zijn broer Johan George en zijn moeder Barbara van Brandenburg erfden dan weer het hertogdom Wohlau respectievelijk het hertogdom Brieg. Na de dood van Johan George in 1592 en het overlijden van Barbara in 1595 kwamen Joachim Frederik en Anna Maria in het bezit van beide hertogdommen. In 1596 werden ze ook hertog en hertogin van Liegnitz, na het overlijden van hertog Frederik IV van Liegnitz.
In 1602 overleed haar echtgenoot Joachim Frederik. Zijn toen nog minderjarige zonen Johan Christiaan en George Rudolf erfden zijn gebieden, op het hertogdom Ohlau na, dat als weduwegoed naar Anna Maria ging. Ze trad eveneens op als voogdes van haar minderjarige kinderen en als regentes van haar zonen.
Anna Maria overleed in november 1605 op 44-jarige leeftijd. Het hertogdom Ohlau werd geërfd door haar zoon Johan Christiaan. De voogdij en het regentschap van haar kinderen werd dan weer overgenomen door Joachim Frederiks zus Elisabeth Magdalena van Brieg en haar echtgenoot Karel II van Münsterberg-Oels.

## Nakomelingen
Anna Maria en Joachim Frederik kregen zes kinderen:
- George Ernst (1589)
- Johan Christiaan (1591-1639), hertog van Liegnitz en Brieg
- Barbara Agnes (1593-1631), huwde in 1620 met Hans Ulrich von Schaffgotsch, vrijheer van Kynast en Greiffenstein
- George Rudolf (1595-1653), hertog van Liegnitz
- Anna Maria (1596-1602)
- Maria Sophia (1601-1654)